# Черников, Сергей Фёдорович
Серге́й Фёдорович Че́рников (1914 год, Ташкент — 26 июля 1944) — участник Великой Отечественной войны, Герой Советского Союза.

## Биография
Сергей Фёдорович Черников родился в 1914 году в Ташкенте, где затем жил и работал.
15 сентября 1941 года Черников был призван в РККА Ленинским райвоенкоматом Ташкента. После назначения на должность командира взвода 951-го артиллерийского полка 391-й стрелковой дивизии воевал на Калининском (с 20 февраля 1942), Северо-Западном (с 1 мая 1942) и 2-м Прибалтийском (с 1 декабря 1943) фронтах.
27 сентября 1942 года в боях под деревней Куликово его полк попал в окружение. Взяв ситуацию под контроль, Черников вывел батарею с боем из окружения, организовав эвакуацию раненых и убитых.
18 января 1943 года в боях за станцию Насва-Киселевичи-Заболотье его полк отразил шесть контратак противника. 1 января 1944 года при прорыве сильно укреплённой обороны противника под Седурино дивизион старшего лейтенанта Черникова выполнил план артобеспечения и нанёс противнику большие потери. За это Сергей Черников был награждён орденами Александра Невского и Отечественной войны II степени.
Командир 10-го дивизиона 951-го артиллерийского полка 391-й стрелковой дивизии майор С. Ф. Черников отличился в боях территории Латвии. 10 июля 1944 года в боях под Алексеево-Почерняево лично корректировал огонь своего артдивизиона, находясь на передовой. 26 июля в боях за город Режица, выкатив орудия на прямую наводку, уничтожил 7 пулемётов, 2 снайпера и более 60-ти солдат и офицеров противника. Неся потери, противник начал отступать. Присоединившись к наступающей пехоте, майор Черников был смертельно ранен. Умер от ран в 473-м отдельном медико-санитарном батальоне 391-й стрелковой дивизии (деревня Спрукти, ныне Чернайская волость, Резекненский край, Латвия).
Указом Президиума Верховного Совета СССР от 24 марта 1945 года за героизм и мужество в боях на территории Латвии майору Сергею Фёдоровичу Черникову было посмертно присвоено звание Героя Советского Союза.

Похоронен в городе Резекне (Латвия) на воинском братском кладбище по улице Дарзу.

## Награды
- медаль «Золотая Звезда»;
- орден Ленина;
- орден Красного Знамени;
- орден Александра Невского;
- орден Отечественной войны II степени.

## Семья
Мать — Пелагея Степановна Черникова, жена — Анастасия Иосифовна Попова. Обе проживали в городе Ташкенте.

## Память
Имя Героя было присвоено трамвайному депо в Ташкенте. В городе Резекне установлена мемориальная доска.